# Алтус (Арканзас)
Алтус (енгл. Altus) град је у америчкој савезној држави Арканзас.

## Демографија
По попису из 2010. године број становника је 758, што је 59 (-7,2%) становника мање него 2000. године.
| Група             | 2000.       | 2010.       |
| Белци             | 786 (96,2%) | 714 (94,2%) |
| Афроамериканци    | 1 (0,1%)    | 1 (0,1%)    |
| Азијати           | 2 (0,2%)    | 9 (1,2%)    |
| Хиспаноамериканци | 17 (2,1%)   | 21 (2,8%)   |
| Укупно            | 817         | 758         |